# Касиглук (аэропорт)
Аэропорт Каси́глук (англ. Kasigluk Airport), (ИАТА: KUK, ИКАО: PFKA, FAA LID: Z09) — государственный гражданский аэропорт, расположенный в 4 километрах к югу от района Касиглук (Аляска), США.
По данным статистики Федерального управления гражданской авиации США услугами аэропорта в 2007 году воспользовалось 4 001 человек, что на 5 % (4 218 человек) меньше по сравнению с предыдущим годом.

## Операционная деятельность
Аэропорт Касиглук расположен на высоте 12 метров над уровнем моря и эксплуатирует одну взлётно-посадочную полосу:
- 17/35 размерами 914 x 18 метров с гравийным покрытием.